# صحيفة إلكترونية

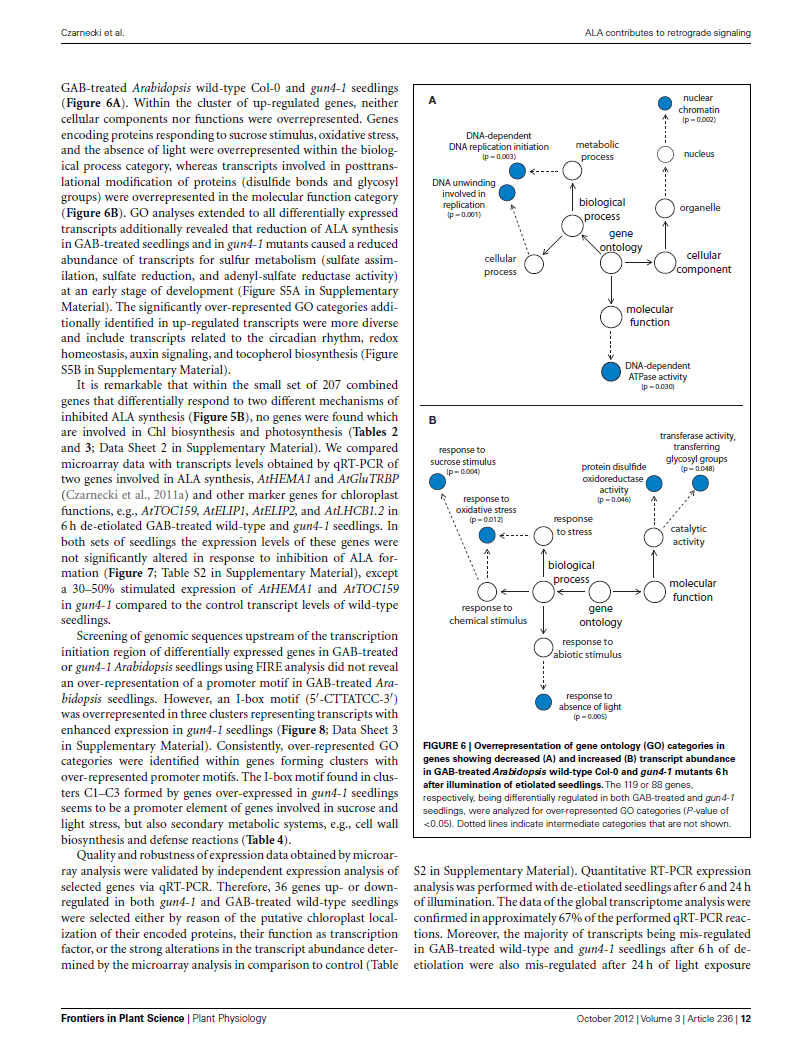

الصحيفة الإلكترونية أو الدورية الإلكترونية هي صحيفة تصدر إلكترونياً تقرأ عبر الإعلام الإلكتروني، وعادةً ما تصدر على الإنترنت.
وهي صورة خاصة من الوثائق الإلكترونية؛ إذ أن غرضها التزويد بمواد البحث العلمي مثلاً، لكن لها نفس الشكل العام للصحف المطبوعة تقريباً.
ولكونها بصورة إلكترونية، فإن الصحيفة الإلكترونية تحوي بيانات وصفية يمكن إدخالها في قواعد البيانات ومحركات البحث المتخصصة لتسهيل الوصول إليها من قبل المهتمين بمجال الصحيفة.
بعض الصحف الإلكترونية  متوفرة فقط على الإنترنت فقط، وبعضها هو نسخة إلكترونية لصحف مطبوعة، وفي بعضها تكون النسخة الإلكترونية مزيدة على النسخة المطبوعة ببعض المواد (كالفيديو وبعض المواد التفاعلية).
معظم الصحف الإلكترونية تعمل بنظام الاشتراك، أو تدعم نظام الدفع مقابل المشاهدة. وتشترك العديد من الجامعات في الدوريات العلمية الإلكترونية بغرض تيسير البحث العلمي على الطلاب وأعضاء هيئة التدريس.
معظم الصحف والدوريات الإلكترونية تنشر بصيغة لغة رقم النص الفائق أو نسق المستندات المنقولة أو كليهما معاً، والقليل منها ينشر بصيغة ملف مايكروسوفت وورد، والقليل بدأ بإضافة مواد إم بي ثري صوتية. كانت بعض الدوريات القديمة تنشر بصيغة أسكي، وبعضها لا زال ينشر بتلك الصيغة.

## ظهور الجرائد الإلكترونية
بدأت في الظهور بشكل قليل في تسعينيات القرن 20 بسبب التطور التكنولوجي، منذ سنة 2000 بدأت الجرائد تتطور إلى أن وصلت لمستوى أصبحت فيه الإلكترونية تطغى على الورقية.

## قانونية الجرائد الإلكترونية
يبقى هذا النوع من الجرائد بدون تقنين أو بدون تأطير قانوني، حيث ما زالت جديدة وطريقة التعامل معها تستوجب تجربة ومعرفة مدى تأثيرها، مما دفع بعض الحكومات التي تريد احتواء هذه الجرائد بالإسراع من أجل تقنين حريتها.

## وصلات خارجية
- (بالإنجليزية) دليل الدوريات ذات الوصول المفتوح